# 西北条郡
- 令制国一覧 > 山陽道 > 美作国 > 西北条郡
- 日本 > 中国地方 > 岡山県 > 西北条郡

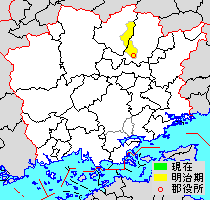
岡山県西北条郡の位置

西北条郡（さいほくじょうぐん）は、1900年まで岡山県（美作国）にあった郡。

## 郡域
1878年（明治11年）に行政区画として発足した当時の郡域は、下記の区域にあたる。
- 津山市の一部（吉井川以北のうち材木町、山下、北町、山北、北園町、上河原、一宮、東田辺、西田辺より南西かつ小田中、下田邑より北東）
- 苫田郡鏡野町の一部（沖、沢田、市場、香々美、寺和田、百谷、大町、岩屋、越畑以東）

## 歴史
中世に苫西郡が西西条郡・西北条郡に分割されて発足。寛文元年（1661年）から元禄11年（1698年）までは苫南郡を称した。

### 近世以降の沿革
- 「旧高旧領取調帳」に記載されている明治初年時点での支配は以下の通り。（1町34村）

| 知行   | 知行       | 村数     | 村名 |
| ------ | ---------- | -------- | --- |
| 幕府領 | 倉敷代官所 | 9村      | 寺和田村、香々美上分、岩屋村、越畑村、井村分、寺谷分、真経村、大町村、年信村 |
| 藩領   | 美作津山藩 | 1町 25村 | 津山（一部）、山北村、総社村、小田中村、新田分、広原分、小原村、上河原村、西一宮村、、川西、川東、東分、見内分、平田分、南分、北分、東田辺村山方、東田辺村原方、西田辺村、沖村、沢田村、公保田村、市場村、香々美中村、藤屋村 |

- 慶応4年5月16日（1868年7月5日） - 幕府領が倉敷県の管轄となる。
- 明治4年
  - 7月14日（1871年8月29日） - 廃藩置県により、藩領が津山県の管轄となる。
  - 11月15日（1871年12月26日） - 第1次府県統合により、全域が北条県の管轄となる。
- 明治5年（1872年） - 以下の村の統合が行われる。（1町21村）
  - 百谷村 ← 井村分、寺谷分
  - 下田邑村 ← 川西、川東
  - 上田邑村 ← 東分、見内分、平田分、南分、北分
  - 東田辺村 ← 山方、東田辺村原方
  - 香々美村 ← 香々美中村、藤屋村
  - 香々美上分・年信村が寺和田村に、新田分・広原分が小田中村に、湯谷分が西一宮村にそれぞれ合併。（1町5村）
- 明治9年（1876年）4月18日 - 第2次府県統合により岡山県の管轄となる。
- 明治11年（1878年）9月29日 - 郡区町村編制法の岡山県での施行により、行政区画としての西北条郡が発足。「東南条西北条郡役所」が津山町山下に設置され、東南条郡とともに管轄。
- 明治22年（1889年）6月1日 - 町村制の施行により、以下の各村が発足。特記以外は全域が現・津山市。（1町5村）
  - 津山町 ← 津山［一部[15]］
  - 西苫田村 ← 小田中村、山北村、総社村、小原村、上河原村
  - 一宮村 ← 西一宮村、東田辺村、西田辺村
  - 田邑村 ← 上田邑村、下田邑村
  - 香々美南村 ← 寺和田村、香々美村、市場村、公保田村、沢田村、沖村（現・苫田郡鏡野町）
  - 香々美北村 ← 百谷村、真経村、大町村、岩屋村、越畑村（現・苫田郡鏡野町）
- 明治27年（1894年）4月1日 - 「東南条西北条郡役所」が「西西条郡外三郡役所」となり、東南条郡に加えて西西条郡・東北条郡とともに管轄。
- 明治33年（1900年）4月1日 - 郡制の施行により、「西西条郡外三郡役所」の管轄区域をもって苫田郡が発足。同日西北条郡廃止。

## 行政
歴代郡長
| 代 | 氏名 | 就任年月日                | 退任年月日                | 備考 |
| -- | ---- | ------------------------- | ------------------------- | ---- |
| 1  |      | 明治11年（1878年）9月29日 |                           |      |
|    |      |                           | 明治27年（1894年）3月31日 | 廃官 |

西西条郡外三郡長
| 代 | 氏名 | 就任年月日               | 退任年月日                | 備考                                                   |
| -- | ---- | ------------------------ | ------------------------- | ------------------------------------------------------ |
| 1  |      | 明治27年（1894年）4月1日 |                           |                                                        |
|    |      |                          | 明治33年（1900年）3月31日 | 東南条郡・西西条郡・東北条郡との合併により西北条郡廃止 |